# Taboada (Monfero)
Taboada (llamada oficialmente Santa Mariña de Taboada) es una parroquia del municipio de Monfero, en la provincia de La Coruña, Galicia, España.

## Entidades de población
Entidades de población que forman parte de la parroquia (entre paréntesis el nombre oficial y en gallego si difiere del nombre en español):
- Áspera (A Áspera)
- O Carballiño
- Carreiras (As Carreiras)
- Casablanca (A Casabranca)
- Casanova (A Casanova)
- Cortellos (Os Cortellos)
- A Cruz
- O Cruz
- Currás (Os Currás)
- Lombo (O Lombo)
- Pape
- A Pardiñeira
- Penedos (Os Penedos)
- Tercias

## Demografía
| Gráfica de evolución demográfica de Taboada entre 2000 y 2018 |
|                                                               |
| Población de derecho según el padrón municipal del INE        |